# فریا استافورد
فریا استافورد (انگلیسی: Freya Stafford؛ زادهٔ ۲۱ ژانویهٔ ۱۹۷۷) یک هنرپیشه اهل استرالیا است.